# Индијан Хајтс (Индијана)
Индијан Хајтс (енгл. Indian Heights) насељено је место без административног статуса у америчкој савезној држави Индијана.

## Демографија
По попису из 2010. године број становника је 3.011, што је 263 (-8,0%) становника мање него 2000. године.
| Група             | 2000.         | 2010.         |
| Белци             | 3.050 (93,2%) | 2.732 (90,7%) |
| Афроамериканци    | 93 (2,8%)     | 95 (3,2%)     |
| Азијати           | 3 (0,1%)      | 12 (0,4%)     |
| Хиспаноамериканци | 80 (2,4%)     | 96 (3,2%)     |
| Укупно            | 3.274         | 3.011         |